# Nonagria lineosa
Nonagria lineosa là một loài bướm đêm trong họ Noctuidae.